# Passabilidade de gênero
No contexto do gênero, passabilidade é quando alguém, normalmente uma pessoa transgênero, é percebida como cisgênero em vez do sexo que lhe foi atribuído no nascimento. A pessoa pode, por exemplo, ser um homem transgênero que é percebido como um homem cisgênero.
A adequação do termo passabilidade e a conveniência de se misturar à sociedade cisgênero são ambos debatidos na comunidade transgênero. Uma pessoa trans que é percebida como cisgênero pode enfrentar menos preconceito, assédio e risco de violência, bem como melhores oportunidades de emprego, e isso às vezes é denominado privilégio de passabilidade.

## Terminologia

### Em geral
O termo passabilidade é amplamente usado, mas também debatido na comunidade transgênero. A escritora trans Janet Mock diz que o termo é "baseado na suposição de que as pessoas trans estão passando por algo que nós não somos" e que uma mulher trans que é percebida como mulher "não está passando; ela está apenas sendo". O GLAAD Media Guide informa que "não é apropriado" para a grande mídia usar o termo passabilidade "a menos que seja uma citação direta". O termo preferido de GLAAD é "não visivelmente transgênero". Alguns não gostam do uso dos termos stealth e passabilidade, achando que esses termos implicam em desonestidade ou engano sobre a identidade de gênero de alguém.

### Stealth
O termo em inglês stealth ("furtividade") em seu sentido mais extremo se refere a uma pessoa que passa sempre pelo sexo/gênero com o qual se identifica e que rompeu o contato com todos que conheciam sua história de gênero. Assim, todos ao seu redor desconhecem que nem sempre se apresentaram como o sexo/gênero atual e são efetivamente invisíveis na população como trans. Se uma pessoa trans em uma vida furtiva também deseja ser sexual, uma cirurgia eficaz de redesignação sexual seria necessária. Para viver em stealth, um indivíduo deve ser extremamente passável.
Na prática, as pessoas que lutam por uma integração stealth geralmente se tornam conhecidas depois de um tempo, mas o esforço e a necessidade de ser do outro sexo e gênero podem durar décadas ou uma vida inteira. E existem problemas que podem surgir com uma vida em stealth, como a incapacidade de entrar em situações que poderiam revelar, a incapacidade de reclamar às autoridades sobre discriminação, ou mesmo de registrar uma queixa na polícia se sofrer um crime de ódio, como tal reclamação pode criar um arquivo oficial ou documentos judiciais com informações que a pessoa trans furtiva está tentando ocultar. 

## História

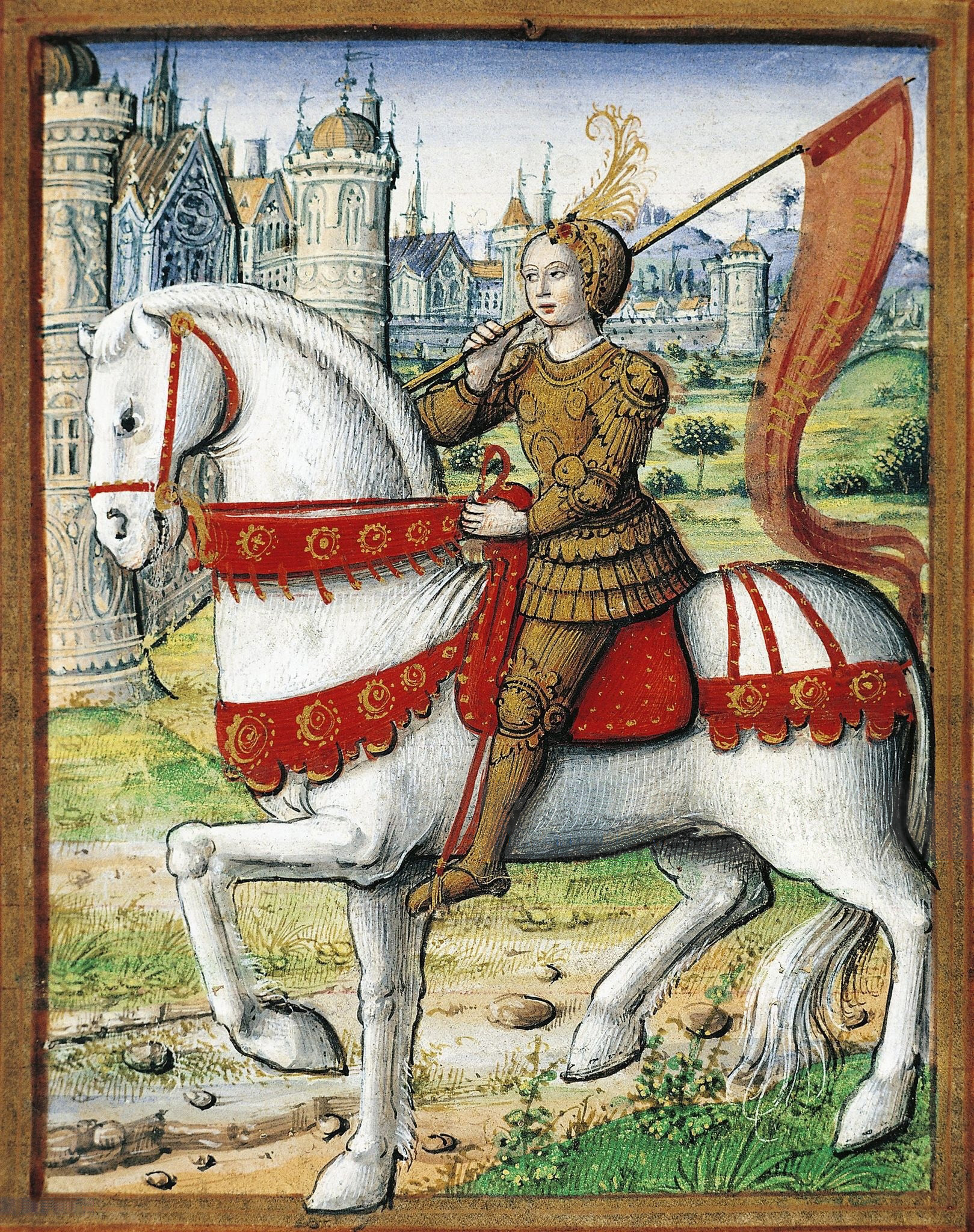
Joana d'Arc a cavalo

Historicamente, houve circunstâncias em que as pessoas encarnaram outro gênero por razões que não a identidade. Os motivos mais comuns para as mulheres se disfarçarem de homem são para que possam ir para a batalha como soldados ou para trabalhar em profissões dominadas por homens que não contratem mulheres.

### Tempo de guerra
Existem relatos de mulheres fazendo isso tanto na Guerra Revolucionária Americana quanto na Guerra Civil Americana. Os exemplos incluem Mary Anne Talbot e Hannah Snell.
Dois dos exemplos mais famosos de uma época anterior são Joana d'Arc durante a Guerra dos Cem Anos, e Hua Mulan, que, segundo a lenda, ocupou o lugar de seu pai idoso no exército chinês.
Uma espanhola chamada Eleno/Elena de Cespedes, apesar de casada e grávida aos 16 anos, começou a se identificar e se vestir como homem. Depois de uma primeira tentativa fracassada, ela foi aceita no exército para servir por vários anos com sucesso.
Catalina de Erauso era uma espanhola, originalmente freira, que foi ficando cada vez mais insatisfeita com a vida religiosa e, por sua vez, decidiu se vestir de homem e fugir para uma nova vida. Entrando para o exército alguns anos depois, ela se saiu muito bem no serviço militar. De acordo com a matéria-prima, "depois de servir em várias campanhas contra os índios do Chile e do Peru, ela se destacou o suficiente para ser promovida ao posto de alferes". Ela teria conquistado uma reputação de "coragem e ousadia" enquanto envolvia-se em campanhas. No entanto, fora do combate, ela era conhecida por causar problemas com frequência. Conhecida por brigar, jogar, brigar e matar pessoas em algumas ocasiões, seus problemas com a violência acabariam por levá-la a revelar seu verdadeiro sexo no que ela pensava na época ser o fim de sua vida. Embora sua identidade feminina tenha sido revelada mais tarde em sua vida, ela manteve sua aparência masculina até sua morte.
Hannah Gray fazia parte do exército britânico sob o nome de James Gray. Devido a várias circunstâncias e questões relacionadas à revelação de seu gênero, Hannah acabou ingressando na Marinha. Ela foi notada por ter "provado ser não apenas uma guerreira corajosa, mas também uma boa companheira de bebida e foi aceita por seus companheiros como homem", engajando-se na construção da masculinidade e tendo sucesso no gênero masculino.

### Mulheres passáveis da classe trabalhadora
Em Stone Butch Blues, Leslie Feinberg escreveu sobre lésbicas butch da classe trabalhadora na década de 1960 que escolheram para passar como homens, a fim de encontrar empregos que lhes permitam sustentar suas famílias. Embora o romance de 1993 seja uma ficção, há pessoas, incluindo Feinberg, que tomaram testosterona nesta época por esses motivos. Os empregos nas fábricas, em particular, geralmente pagavam aos homens um salário mínimo que também poderia sustentar uma parceira e filhos. Algumas dessas mulheres passáveis posteriormente se identificaram como transexuais, enquanto outras pararam de tomar hormônios e voltaram a uma apresentação feminina, uma vez que os ganhos obtidos pelas feministas permitiram melhores oportunidades de emprego.

### Homens passáveis de classe alta
Casos de personificação masculina por mulheres parecem ser mais historicamente comuns do que aqueles de personificação masculina de mulheres. Fora da expressão artística, os homens que tentam se passar por mulheres não são apenas menos comuns, mas também menos aceitos socialmente como resultado. Pode-se notar que, portanto, muitos crossdressers conhecidos são aqueles da classe alta que não enfrentam os mesmos riscos socioeconômicos na repercussão de sua transição.
Henrique III da França foi um crossdresser histórico, conhecido por se vestir como mulher em grandes festas e eventos. Ele teria "se vestido como uma amazona ou usando um vestido de baile, maquiagem, brincos e outras joias, e frequentado por seus chamados mignons, ou favoritos homossexuais".

### Música
O líder da banda americana Billy Tipton teve uma carreira de sucesso como músico de jazz dos anos 1930 aos anos 1970. Tipton era do centro-oeste conservador. O mundo em geral só descobriu que Tipton era um homem transgênero após sua morte.
Para manter o anonimato enquanto estava em Bahrein, Michael Jackson usava roupas femininas quando estava em público.

## Contexto moderno
Nos tempos modernos, o esforço de tentar passar é mais frequentemente praticado por pessoas trans.
Performers (drag kings e drag queens) que falam abertamente sobre seu sexo designado no nascimento não são tipicamente chamados de "passáveis", embora alguns possam fazer isso. Muitas pessoas que praticam crossdressing em público tentam passar. Muitos transgêneros vivem e trabalham em seu gênero e buscam ser totalmente aceitos como membros desse gênero, ao invés do que lhes foi designado. Portanto, passar não é apenas uma opção, mas é visto como uma necessidade por muitos.
Outras pessoas trans, incluindo pessoas não binárias, têm atitudes diferentes em relação à passabilidade. Por exemplo, eles podem nem tentar passar, também podem se envolver em transgressão de género (enviando sinais contraditórios de forma deliberada), ou podem ser capazes de passar e não esconder o fato de que são transexuais. As opiniões pessoais sobre a aprovação e o desejo ou necessidade de aprovação independem do fato de o indivíduo ter feito tratamento médico ou ter mudado legalmente de sexo. A escritora trans Mattilda Bernstein Sycamore escreve: "Se eliminarmos a pressão para passar, que oportunidades deliciosas e devastadoras de transformação poderemos criar?".